# Lepidophorellini
Tribu
Les Lepidophorellini sont une tribu de collemboles de la famille des Tomoceridae.

## Liste des genres
Selon Checklist of the Collembola of the World (version du 22 août 2019) :
- Antennacyrtus Salmon, 1941
- Lepidophorella Schäffer, 1897
- Pseudolepidophorella Salmon, 1941

## Publication originale
- Absolon, 1903 : Untersuchungen über Apterygoten auf Grund der Sammlungen des Wiener Hofmuseums. Annalen des K.K. Naturhistorischen Hofmuseums, vol. 18, p. 91–111 (texte intégral).